# Манури

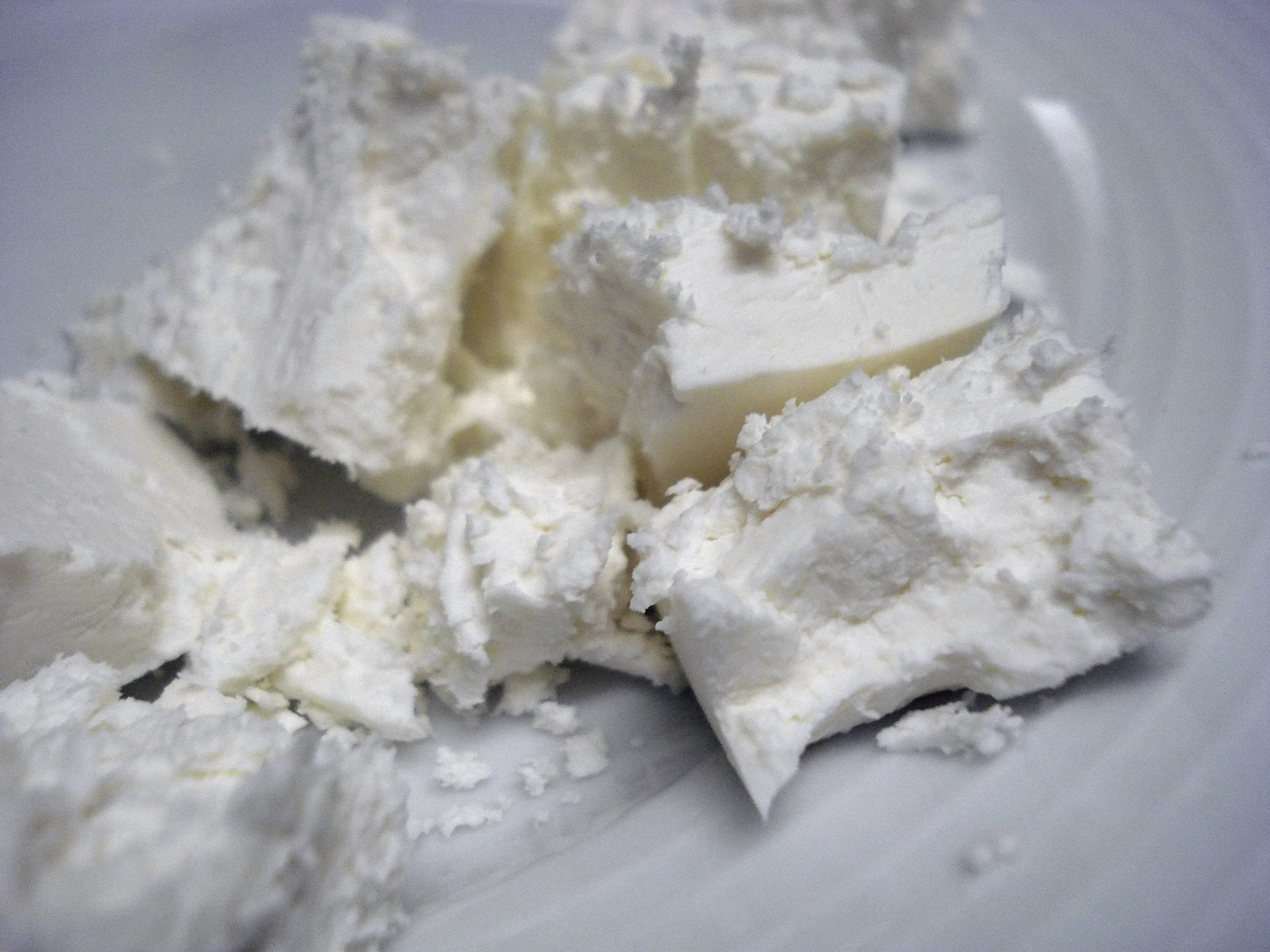
Манури

Ману́ри (греч. Μανούρι) — традиционный греческий мягкий сыр из овечьего или козьего молока, получаемый как второй продукт при производстве сыра фета.
Основными регионами производства в Греции является Фессалия и Центральная Македония.
Манури более сливочный, чем фета, благодаря добавлению сливок в сырную закваску. Его жирность составляет 36—38 %, а содержание соли только 0,8 %, что делает его гораздо менее соленым, чем фета. Он используется в салатах, пирожных или в качестве отдельного десерта. Также им часто заменяют сливочный сыр при приготовлении чизкейков.
Название «манури» защищено правом Европейского союза, указывающее на географическое происхождение продукта. Сыры с таким названием могут производиться только в Греции.